# Copestylum vesicularium
Copestylum vesicularium är en tvåvingeart som först beskrevs av Charles Howard Curran 1947.  Copestylum vesicularium ingår i släktet Copestylum och familjen blomflugor. Inga underarter finns listade i Catalogue of Life.